# Antropomorfisme

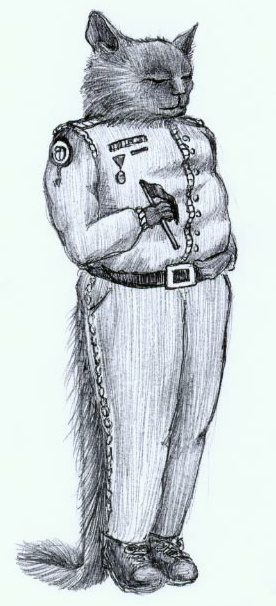
Una imatge antropomòrfica de Carrie Berman

Antropomorfisme és la tendència a considerar realitats o elements no humans com si fossin humans. Aquestes realitats poden ser déus o elements naturals com animals, estrelles o planetes, muntanyes, rius, arbres, etc. La paraula ve del grec anthropos ('home') i morphe ('forma'), 'amb forma humana'.
L'antropomorfisme es pot entendre en dos sentits: des d'un punt de vista físic, quan apreciam formes humanes en elements naturals (una arrel, un núvol…), o en sentit mental, quan atribuïm característiques humanes, com el llenguatge o la capacitat de raonar, a determinats elements no humans (com passa als dibuixos animats). També es parla de personalització per referir-se a aquesta tendència.
L'antropomorfisme és un tret característic de molts mites. A la mitologia grega els déus s'assemblaven molt als homes, no només en la forma física, sinó que fins i tot tenien els seus mateixos defectes (enveja, ira, gelosia, etc.), com ja denuncià Xenòfanes.